# Kelurahan Prailiu
Kelurahan Prailiu är en administrativ by i Indonesien.   Den ligger i provinsen Nusa Tenggara Timur, i den södra delen av landet, 1 500 km öster om huvudstaden Jakarta. Kelurahan Prailiu ligger på ön Pulau Sumba.